# 찰스 마그난테
찰스 마그난테(Charles Magnante, 1905년 12월 7일 ~ 1986년 12월 30일)는 미국의 피아노-아코디언 주자, 작곡가, 저자, 교육인이다. 오랜 경력을 과시한 아코디언 주자이다. 뉴욕에서 태어났으며 부친도 아코디언 주자로서, 그 영향을 받아 소년시절부터 주법을 배워 천재라는 호칭을 듣기도 하였다. 1930년대부터 레코드를 통하여 세계적인 명성을 획득하였으며 레퍼토리는 클래식을 포함하여 매우 다양하다. 탁월한 기교의 소유자이나 풍부한 정서표현을 잊지 않는다는 점에서도 제1인자이다.